# Edward H. Dafis
Edward H. Dafis ou Edward H. est un groupe gallois de rock fondé en 1973 et dissous en 1980. C'est, après Y Blew, l'un des premiers groupes de musique électrique du pays de Galles à chanter en gallois plutôt qu'en anglais.

## Histoire
Le bassiste John Griffiths est mort en 2018 à l'âge de 67 ans, suivi du batteur Charli Britton en 2021 à l'âge de 68 ans.

## Membres
- Cleif Harpwood : chant
- Hefin Elis : guitare
- Dewi Morris : guitare, chant
- John Griffiths : basse
- Charli Britton : batterie

## Discographie

### Albums
- 1974 : Hen Ffordd Gymreig o Fyw
- 1975 : Ffordd Newydd Eingl-Americanaidd Grêt o Fyw
- 1976 : 'Sneb yn Becso Dam
- 1979 : Yn Erbyn y Ffactore
- 1980 : Plant Y Fflam

### Singles et EP
- 1973 : Ffarwel I Langyfelach Lon
- 1978 : Uffern Ar Y Ddaear

### Compilations
- 2001 : Breuddwyd Roc a Rôl (1974-1980)
- 2005 : Mewn Bocs